# امیل ردلیش

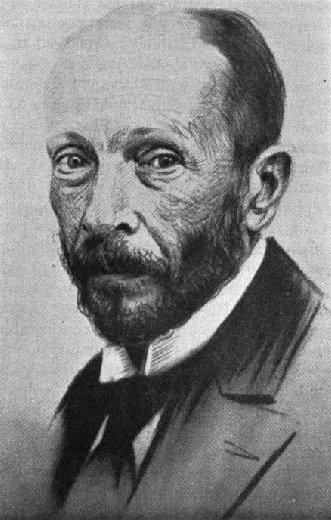
امیل ردلیش

امیل ردلیش (۱۸ ژانویه ۱۸۶۶ - ۹ ژوئن ۱۹۳۰) یک عصب‌شناس استرالیایی بود.

وی در ۱۸۸۹ مدرک دکترای خود را از دانشگاه وین دریافت کرد و سپس به تحقیقات در موسسه هینریش اوبرستینر مشغول شد. در ۱۸۹۵ به دستیاری پزشکی و در ۱۸۹۸ به سمت مدیریت یک موسسه خصوصی روانی در خارج از وین رسید.